# Portada/article gener 24

## Art
L'art és el procés o el producte deliberat de l'organització dels elements en una forma que apel·la als sentits i a les emocions. Abraça una àmplia gamma d'activitats humanes, de creacions i de maneres d'expressar-se; de camps com la música, la literatura, el cinema, l'escultura i la pintura. El significat de l'art és explorat dins l'estètica, una branca de la filosofia. Es creu que per als primers Homo sapiens l'art va tenir una funció ritual, màgica, religiosa; aquesta funció, però, va evolucionar adquirint un component estètic i una funció social, pedagògica, mercantil o simplement ornamental.